# 8137 Квіз
8137 Квіз (8137 Kviz) — астероїд головного поясу, відкритий 19 вересня 1979 року.
Тіссеранів параметр щодо Юпітера — 3,536.